# Девід Сторі
Девід Малкольм Сторі (13 липня 1933 — 27 березня 2017) — англійський драматург, сценарист, нагороджений  романіст і професійний гравець  в регбі. Він виграв Букерівську премію в 1976 році за роман «Севілл». Він також отримав премію видавництва «Macmillan Publishers» за роман під назвою «Таке спортивне життя» у 1960 році.